# Agennis
Agennis is een geslacht van rechtvleugeligen uit de familie sabelsprinkhanen (Tettigoniidae). De wetenschappelijke naam van dit geslacht is voor het eerst geldig gepubliceerd in 1891 door Brunner von Wattenwyl.

## Soorten
Het geslacht Agennis  is monotypisch en omvat slechts de volgende soort:
- Agennis parallelinervis (Brunner von Wattenwyl, 1891)